# Elektrochemische waterstofcompressor
Een elektrochemische waterstofcompressor is een waterstofcompressor waar waterstof wordt geleverd aan de anode en gecomprimeerd waterstof wordt verzameld op de kathode met een exergie-efficiëntie van 70 tot 80% voor een druk tot 10.000 psi/700 bar.

## Principe
Een multi-stage elektrochemische waterstofcompressor bevat membraan-elektrode-assemblies (MEA's) gescheiden door proton-uitwissel membranen (PEMS) in serie gezet voor het bereiken van een hogere druk, als een stroom door de MEA gaat worden protonen en elektronen gegenereerd op de anode. De protonen worden elektrochemisch door het membraan gedreven naar de kathode, waar ze gecombineerd worden met de omgeleide elektronen om waterstof te produceren die wordt gevoed aan de waterstofcompressor om te worden geoxideerd aan de anode van elke cel om weer protonen en elektronen te vormen.
Dit type compressor heeft geen bewegende delen en is compact. Met elektrochemische compressie van waterstof is een druk van 5000 psi bereikt. De druk wordt verondersteld verder te gaan dan 10.000 psi tot de structurele beperkingen van het ontwerp. Waterdamp partiële druk, stroomdichtheid, werkingstemperatuur en waterstof terug diffusie als gevolg van de drukgradiënt hebben een effect op de maximale druk output.